# Baud
Baud deriva do sobrenome de Émile Baudot, francês inventor do código telegráfico Baudot. Um baud é uma medida de velocidade de sinalização e representa o número de mudanças na linha de transmissão (seja em frequência, amplitude, fase etc...) ou eventos por segundo.
Para se determinar a taxa de transmissão de um canal em bits por segundo - bps, deve ser levado em consideração o tipo de codificação utilizada, além da velocidade de sinalização (medida em Bauds) do canal de comunicação.